# Premier League Manager of the Season
Trener roku w Premier League (ang. Premier League Manager of the Season) – coroczny plebiscyt na najlepszego trenera mijającego sezonu w angielskiej Premier League. Zwycięzca jest wybierany przez angielski związek trenerów.
Nagroda po raz pierwszy została wręczona po zakończeniu sezonu 1993/94.

## Zwycięzcy
Pierwszym triumfatorem był Alex Ferguson.
| Sezon     | Trener          | Klub              |
| --------- | --------------- | ----------------- |
| 1993/1994 | Alex Ferguson   | Manchester United |
| 1994/1995 | Kenny Dalglish  | Blackburn Rovers  |
| 1995/1996 | Alex Ferguson   | Manchester United |
| 1996/1997 | Alex Ferguson   | Manchester United |
| 1997/1998 | Arsène Wenger   | Arsenal Londyn    |
| 1998/1999 | Alex Ferguson   | Manchester United |
| 1999/2000 | Alex Ferguson   | Manchester United |
| 2000/2001 | George Burley   | Ipswich Town      |
| 2001/2002 | Arsène Wenger   | Arsenal Londyn    |
| 2002/2003 | Alex Ferguson   | Manchester United |
| 2003/2004 | Arsène Wenger   | Arsenal Londyn    |
| 2004/2005 | José Mourinho   | Chelsea Londyn    |
| 2005/2006 | José Mourinho   | Chelsea Londyn    |
| 2006/2007 | Alex Ferguson   | Manchester United |
| 2007/2008 | Alex Ferguson   | Manchester United |
| 2008/2009 | Alex Ferguson   | Manchester United |
| 2009/2010 | Harry Redknapp  | Tottenham Hotspur |
| 2010/2011 | Alex Ferguson   | Manchester United |
| 2011/2012 | Alan Pardew     | Newcastle United  |
| 2012/2013 | Alex Ferguson   | Manchester United |
| 2013/2014 | Tony Pulis      | Crystal Palace    |
| 2014/2015 | José Mourinho   | Chelsea Londyn    |
| 2015/2016 | Claudio Ranieri | Leicester City    |
| 2016/2017 | Antonio Conte   | Chelsea Londyn    |
| 2017/2018 | Pep Guardiola   | Manchester City   |
| 2018/2019 | Pep Guardiola   | Manchester City   |
| 2019/2020 | Jürgen Klopp    | FC Liverpool      |
| 2020/2021 | Pep Guardiola   | Manchester City   |
| 2021/2022 | Jürgen Klopp    | FC Liverpool      |
| 2022/2023 | Pep Guardiola   | Manchester City   |
| 2023/2024 | Pep Guardiola   | Manchester City   |